# Chiesa di Santa Maria della Colonna e San Nicola
La chiesa di Santa Maria della Colonna e San Nicola è la parrocchiale di Rutigliano, in città metropolitana di Bari e diocesi di Conversano-Monopoli; fa parte della zona pastorale di Rutigliano.

## Storia
La collegiata di Rutigliano sorse nel X-XI secolo con la conformazione a un'unica navata; nel XII secolo l'edificio fu interessato da un ampliamento che lo portò a tre navate. La chiesa venne dichiarata nel 1059 da papa Niccolò II nullius dioecesis, divenendo dunque indipendente da qualsiasi diocesi.
Il luogo di culto fu rimaneggiato nel XV secolo; nel 1662 lo status di nullius dioecesis fu abolito e la chiesa entrò a far parte della diocesi di Conversano.
Nel Settecento si provvide a realizzare il coronamento barocco del campanile e a restaurare la collegiata.

## Descrizione

### Esterno

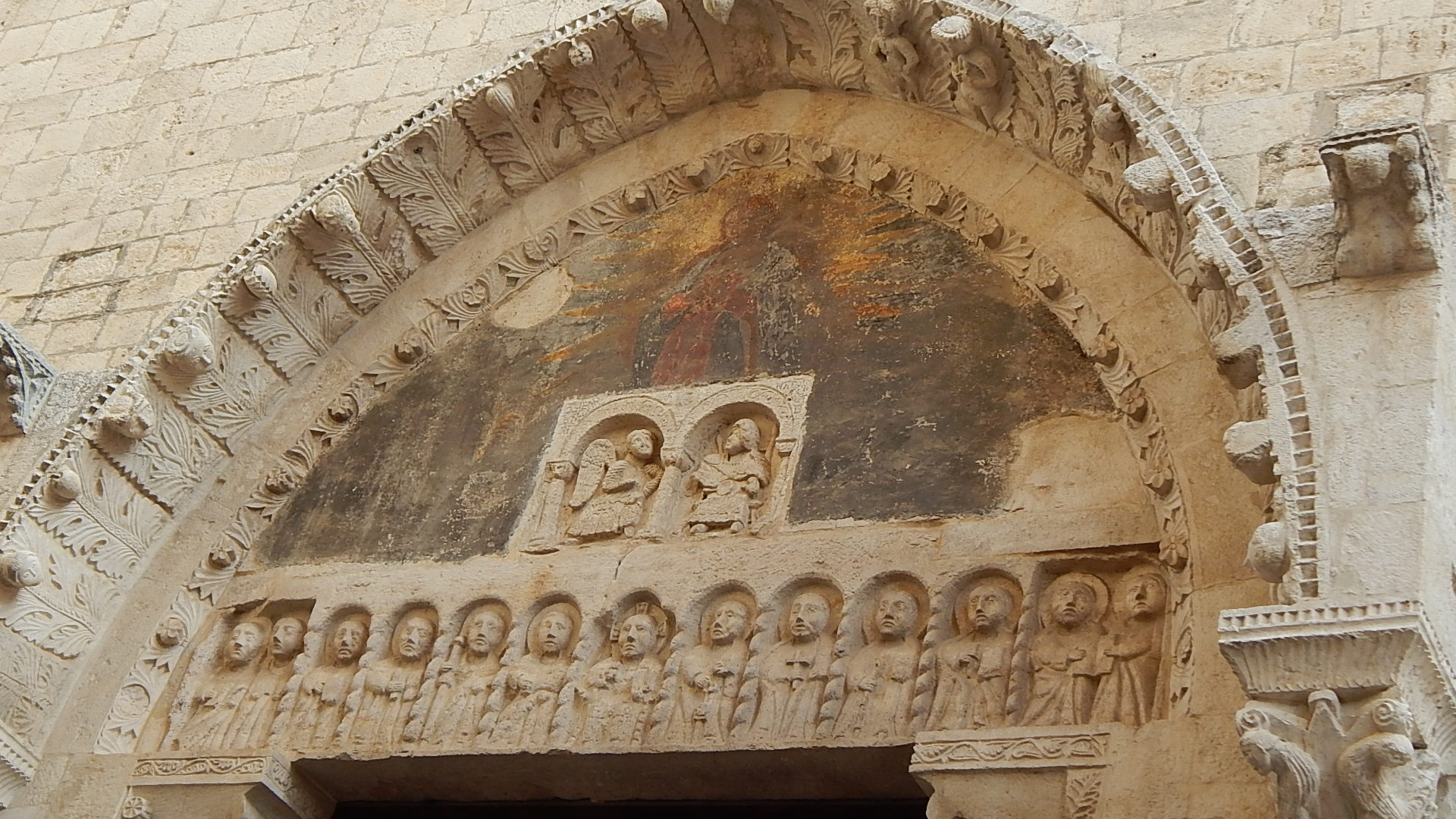
La lunetta sopra il portale maggiore

La facciata a salienti della chiesa, rivolta a oriente, presenta centralmente il portale maggiore: esso è protetto dal protiro, che si sorregge su due colonne poggianti su leoni stilofori, ed è sormontato da una lunetta ospitante un affresco con soggetto la Madonna col Bambino con due Angeli turiboli e quindici bassorilievi raffiguranti l'Annunciazione e gli apostoli. Sempre nella parte mediana del prospetto si apre, più in alto, il rosone murato, mentre nell'ala laterale sinistra vi sono l'ingresso secondario e una monofora; l'ala destra, invece, è nascosta dalla torre campanaria.

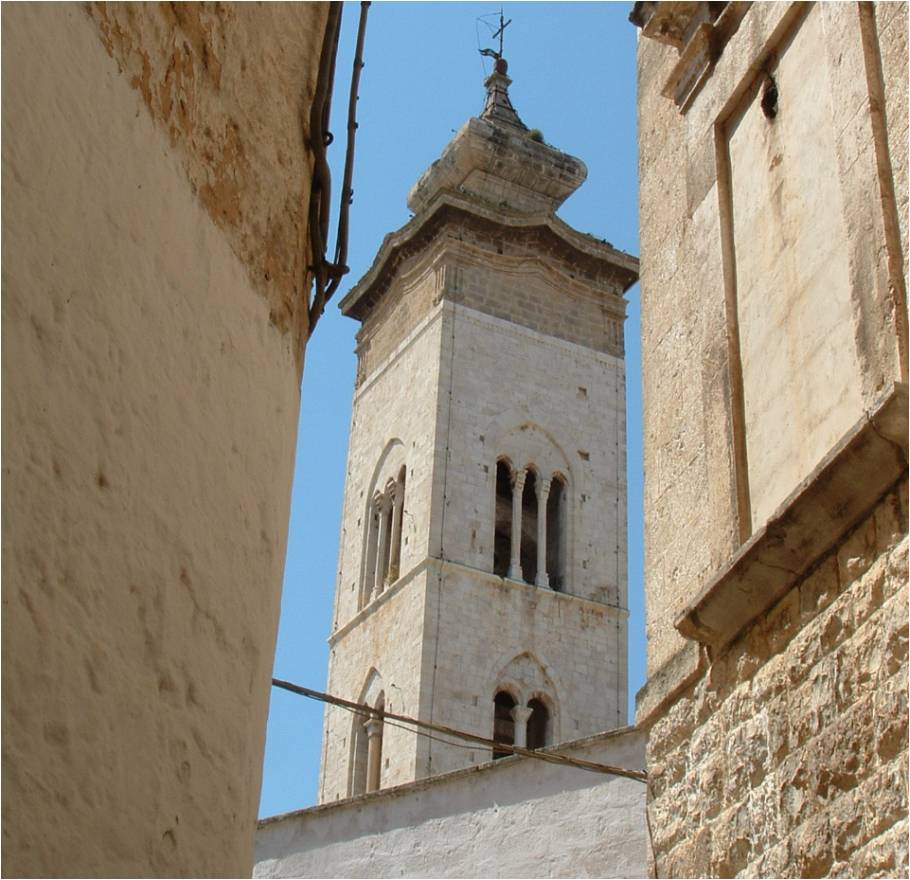
Il campanile

Annesso alla parrocchiale è il campanile a base quadrata, la cui cella presenta su ogni lato una trifora ed è sormontata dalla cupola a bulbo.

### Interno
L'interno dell'edificio si compone di tre navate, separate da pilastri abbelliti da lesene e semicolonne e sorreggenti degli archi a tutto sesto e la trabeazione modanata e aggettante sopra la quale si impostano le volte; al termine dell'aula si sviluppa il presbiterio, rialzato complessivamente di quattro gradini, delimitato da balaustre e chiuso dall'abside di forma semicircolare.
Qui sono conservate diverse opere di pregio, tra le quali il polittico raffigurante la Madonna col Bambino insieme a Gesù risorto e a otto Santi, eseguito intorno al 1470 dal veneto Antonio Vivarini, gli stalli del coro, intagliati nel XVIII secolo, lacerti di affreschi del XV secolo, la pala ritraente l'Ultima Cena, dipinta da Domenico Antonio Carella, un'icona bizantina risalente al Trecento, e il settecentesco organo, costruito forse dalla bottega dei De Simone.